# Pati
Pati este un oraș din provincia Java Centrală, Indonezia, aflat la baza vulcanului Muria.